# Poczwarówka pagoda
Poczwarówka pagoda (Pagodulina pagodula) – gatunek lądowego ślimaka trzonkoocznego (Stylommatophora) z rodziny Pagodulinidae, dawniej włączanej do beczułkowatych (Orculidae). Jego muszla ma wymiary 2,8–3,3 x 1,8–2,2 mm.
Takson politypowy – wyróżniono następujące podgatunki:
- P. pagodula pagodula (Des Moulins, 1830) – endemit Francji
- P. pagodula altilis Klemm, 1939 – na pograniczu wschodnich Alp i zachodnich Karpat
- P. pagodula principalis Klemm, 1939 – północno-wschodnie Alpy i zachodnie Karpaty

Ślimak ten jest szeroko rozprzestrzeniony w strefie klimatu górskiego od Francji po zachodnią Ukrainę. Izolowane populacje występują w południowej Polsce (nieliczna na jednym stanowisku w Beskidzie Niskim w Uściu Gorlickim k. Gorlic), na Węgrzech i we Włoszech. Poczwarówka pagoda występuje w ściółce w wilgotnych lasach, w miejscach ciemnych i zacienionych. Wielkość jej populacji nie jest znana. 
Na terenie Polski objęta jest ścisłą ochroną gatunkową.
W Polskiej Czerwonej Księdze Zwierząt została zaliczona do kategorii CR (gatunek krytycznie zagrożony wyginięciem).